# Houtkerque
Houtkerque (Westflämisch Outkerke, niederländisch Houtkerke, Aussprache [utkɛʁk]) ist eine französische Gemeinde mit 982 Einwohnern (Stand: 1. Januar 2022) im Département Nord in der Region Hauts-de-France. Sie gehört zum Arrondissement Dunkerque und zum Gemeindeverband Cœur de Flandre Agglo. Die Bewohner werden Houtkerquois und Houtkerquoises genannt.

## Geografie

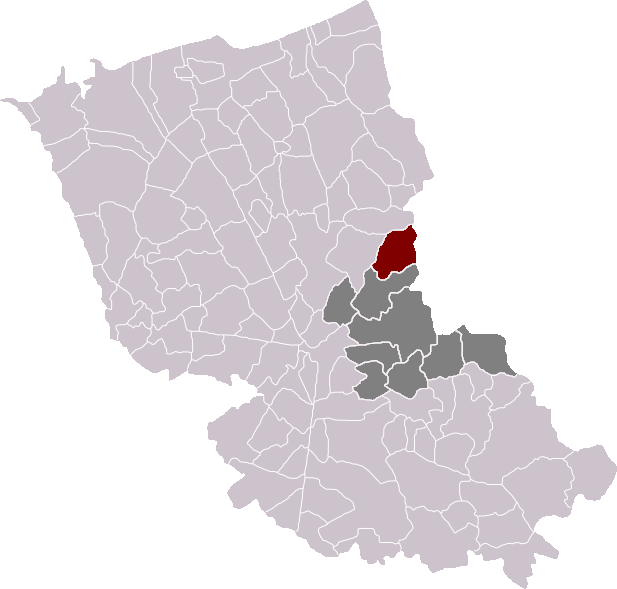
Lage von Houtkerque im Arrondissement Dunkerque

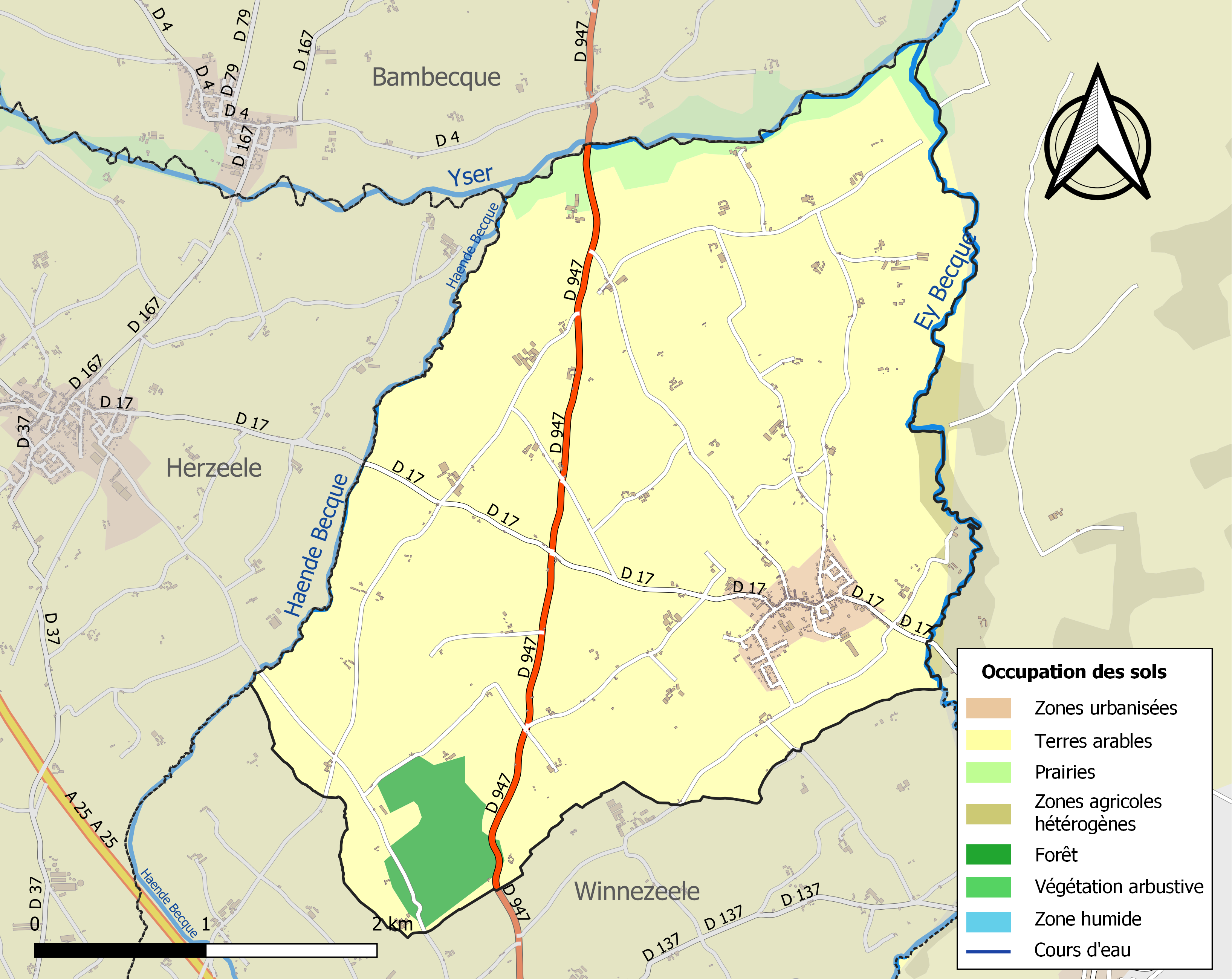
Bodennutzung, Hydrografie und Infrastruktur der Gemeinde (2018)

Die Gemeinde Houtkerque liegt in Französisch-Flandern etwa 24 Kilometer südsüdöstlich von Dünkirchen und etwa 43 Kilometer nordwestlich von Lille an der Grenze zu Belgien. Die Gemeinde befindet sich in der Région naturelle Houtland. Neben dem geschlossenen Siedlungsbild des Kernortes liegen im Gemeindegebiet von Houtkerque zahlreiche verstreute Einzelhöfe. Der Fluss Yser bildet die nördliche Gemeindegrenze. An der östlichen Gemeindegrenze verläuft sein Nebenfluss Ey Becque (auch Heidebeek genannt), an der westlichen Gemeindegrenze die Haende Becque, auch Ruisseau d’Houtkerke genannt. Weitere Fließgewässer sind die Bercque du Moulin de l’Holland, die zeitweise trockenfallenden Fort aux Chèvres, Becque de Saint-Acaire und Becque de Winnezeele, auch Becque de Watou genannt, und verschiedene kleinere Bäche. Das Zentrum liegt auf einer Höhe von etwa 15 m. Das Gelände ist flach mit einer minimalen Höhe von 2 m an der Yser im Norden und einer maximalen Höhe von 22 m im äußersten Südwesten.
Teile des Gebiets von Houtkerque gehören zu den ZNIEFF-Naturzonen „Bois Saint-Acaire“ (310013310), „Vallée de l’Yser entre la frontière et le Pont d’Houtkerque“ (310013316) und „Vallée de l’Yser de Wylder à la frontière belge“ (310030124). Etwa 94 % der Fläche der Gemeinde werden landwirtschaftlich genutzt, etwa 3 % sind bewaldet (Bois Saint-Acaire), der Anteil bebauter Fläche beträgt etwa 3 % (Stand: 2018).
Nachbargemeinden von Houtkerque sind Bambecque im Norden, Poperinge (Belgien) im Osten, Winnezeele im Süden sowie Herzeele im Westen.

## Etymologie
Der Name der Gemeinde leitet sich aus dem germanischen hulta (deutsch Holz) und kirika (deutsch Kirche) ab. Formen waren in der Folge „Hothkerche“ (1069), „Hotkerka“ (1085, 1177), „Holtkerka“ (1141), „Houtkerca“ (1187), „Houtkercke“ (1750), „Hontkerque“ (1793), „Houlckerke“ (1801).

## Bevölkerungsentwicklung
| Jahr      | 1962 | 1968 | 1975 | 1982 | 1990 | 1999 | 2006 | 2013 | 2021 |
| Einwohner | 808  | 768  | 765  | 720  | 715  | 774  | 834  | 1010 | 985  |

Im Jahr 1821 wurde mit 1370 Bewohnern die bisher höchste Einwohnerzahl ermittelt. Die Zahlen basieren auf den Daten von cassini.ehess und INSEE.

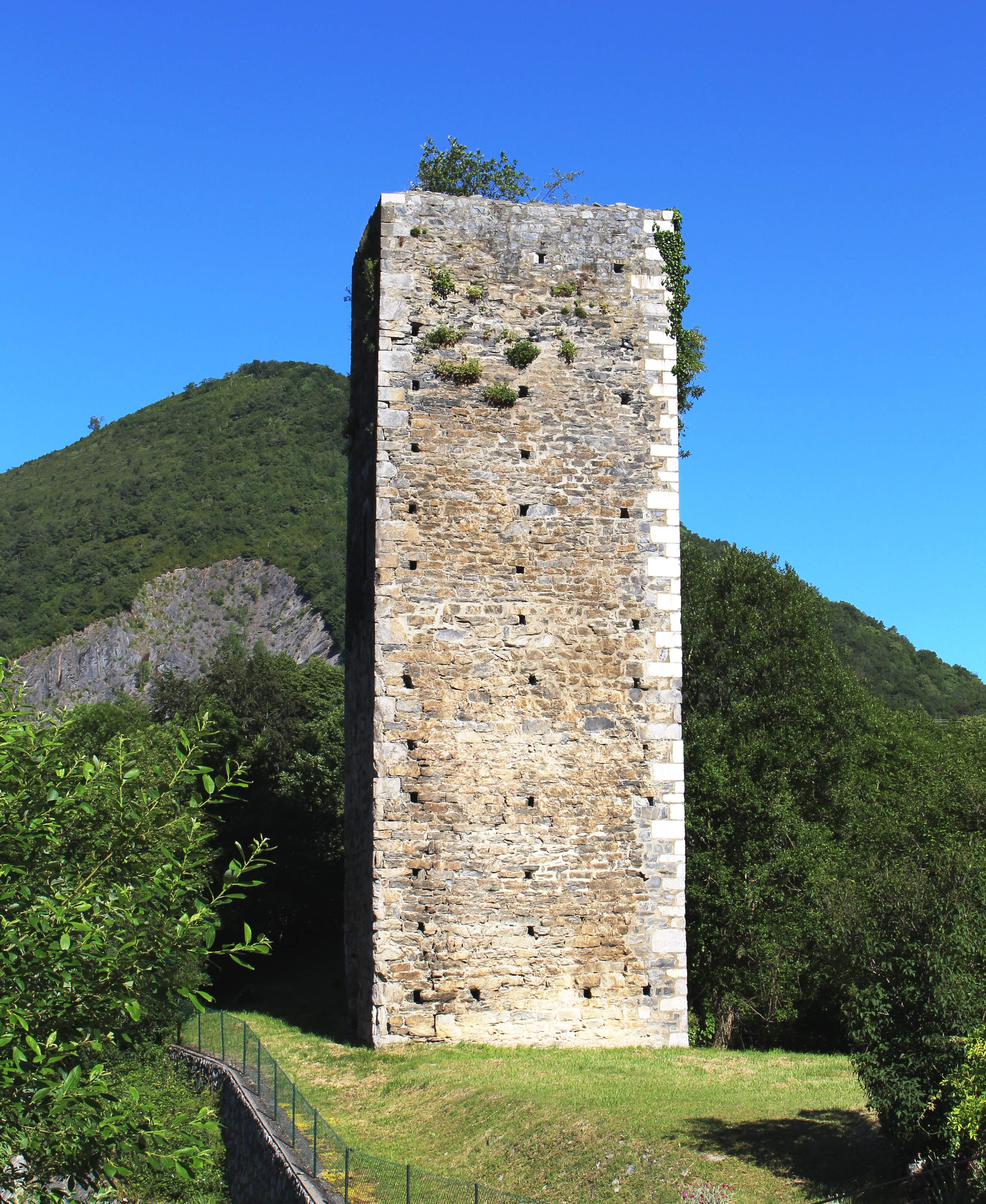
Turmruine des Château de Hèches

## Sehenswürdigkeiten
- Kirche Saint-Antoine in Houtkerque aus dem 16. Jahrhundert in flämisch-gotischem Stil, ihr Kirchturm ist seit 1910 als Monument historique klassifiziert. Die Kirche birgt zahlreiche Ausstattungsgegenstände, die in der Base Palissy gelistet sind, darunter eine große Anzahl, die als Monument historique der beweglichen Objekte klassifiziert sind.[7]
- Moulin à vent d’Hofland (Hoflandmeulen), eine Holländerwindmühle im Weiler Hofland aus dem 18. Jahrhundert, seit 1977 als Monument historique eingeschrieben[8]
- Drei weitere Windmühlen

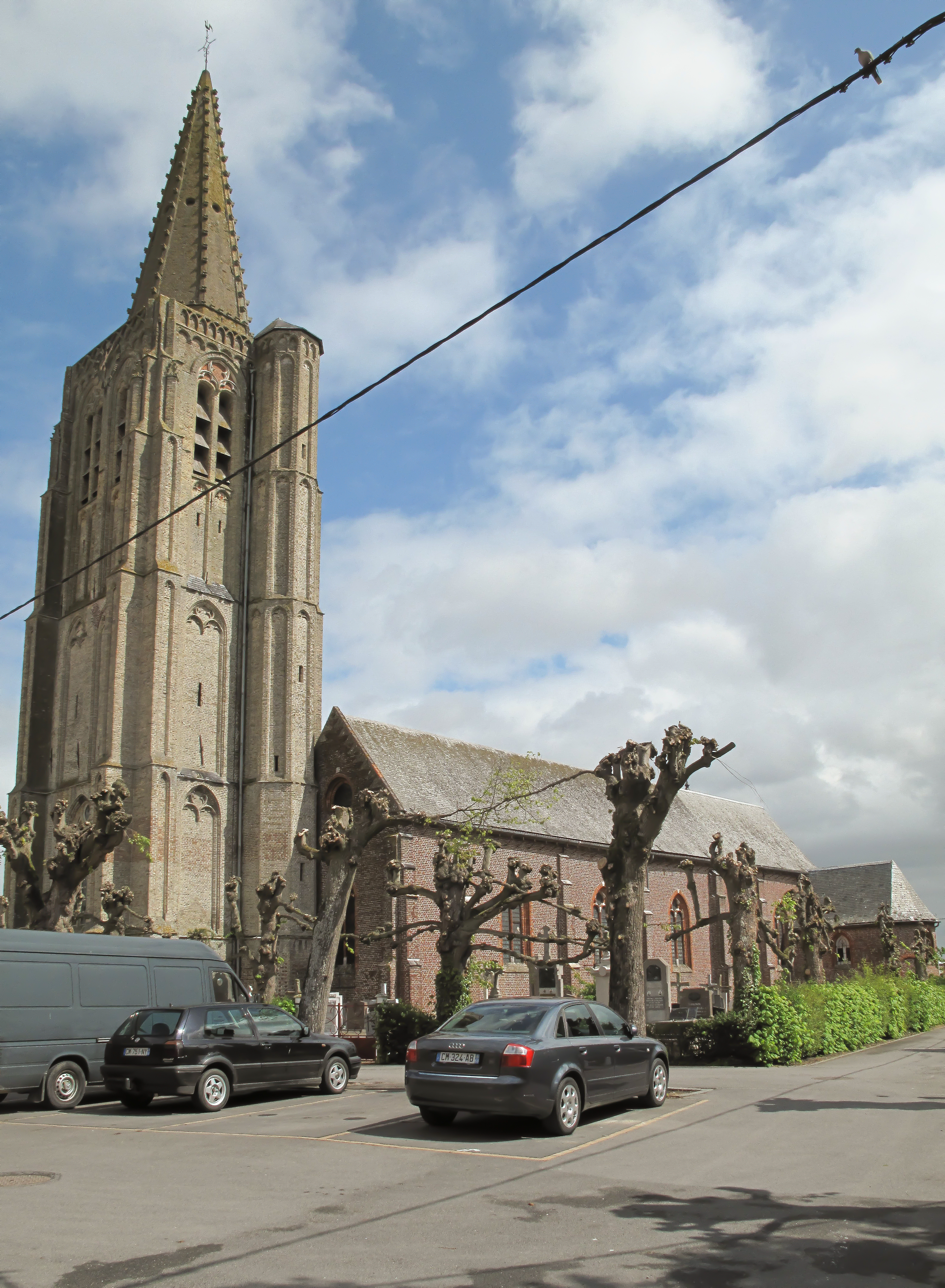
Kirche Saint-Antoine
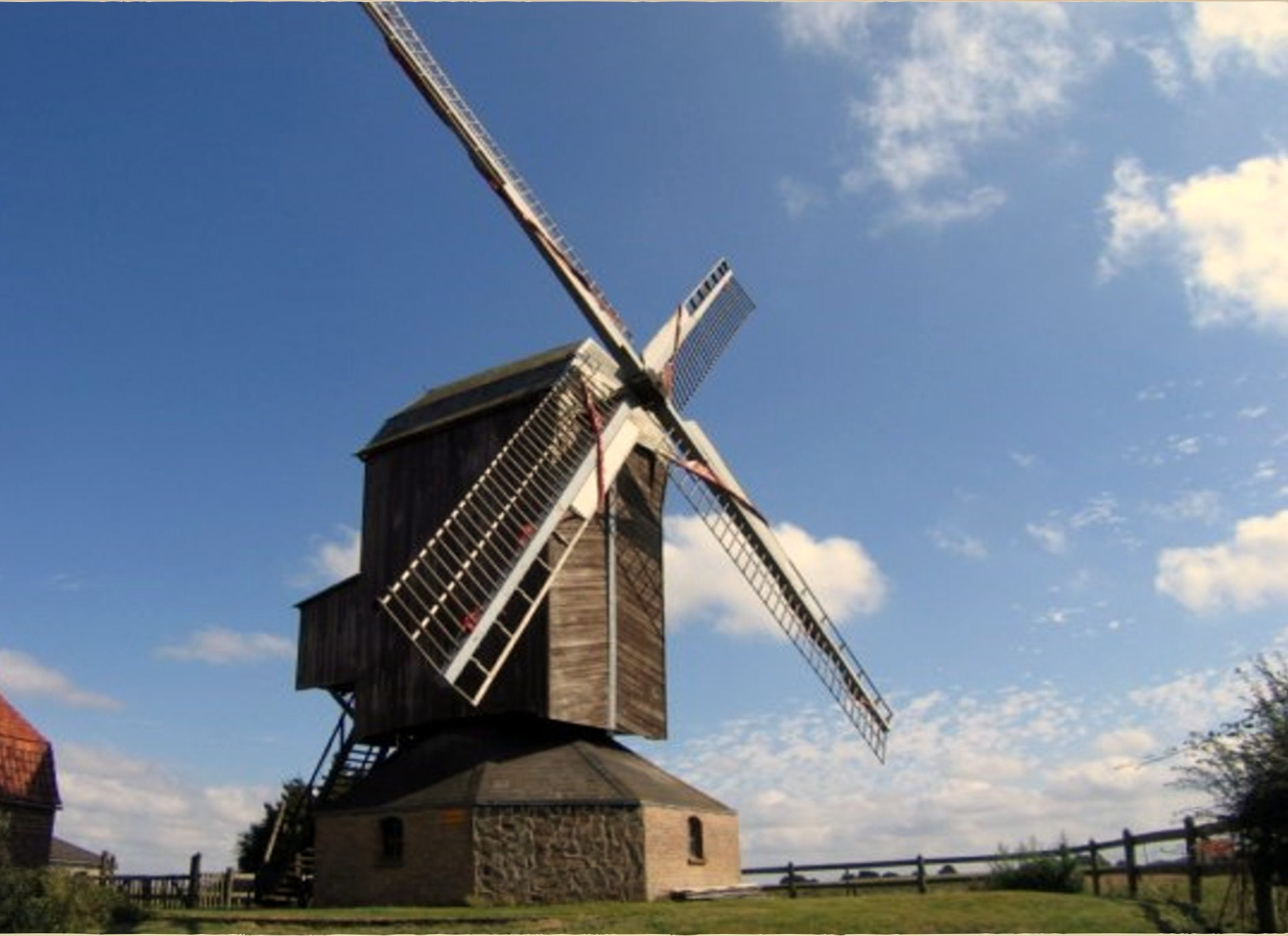
Holländerwindmühle in Hofland
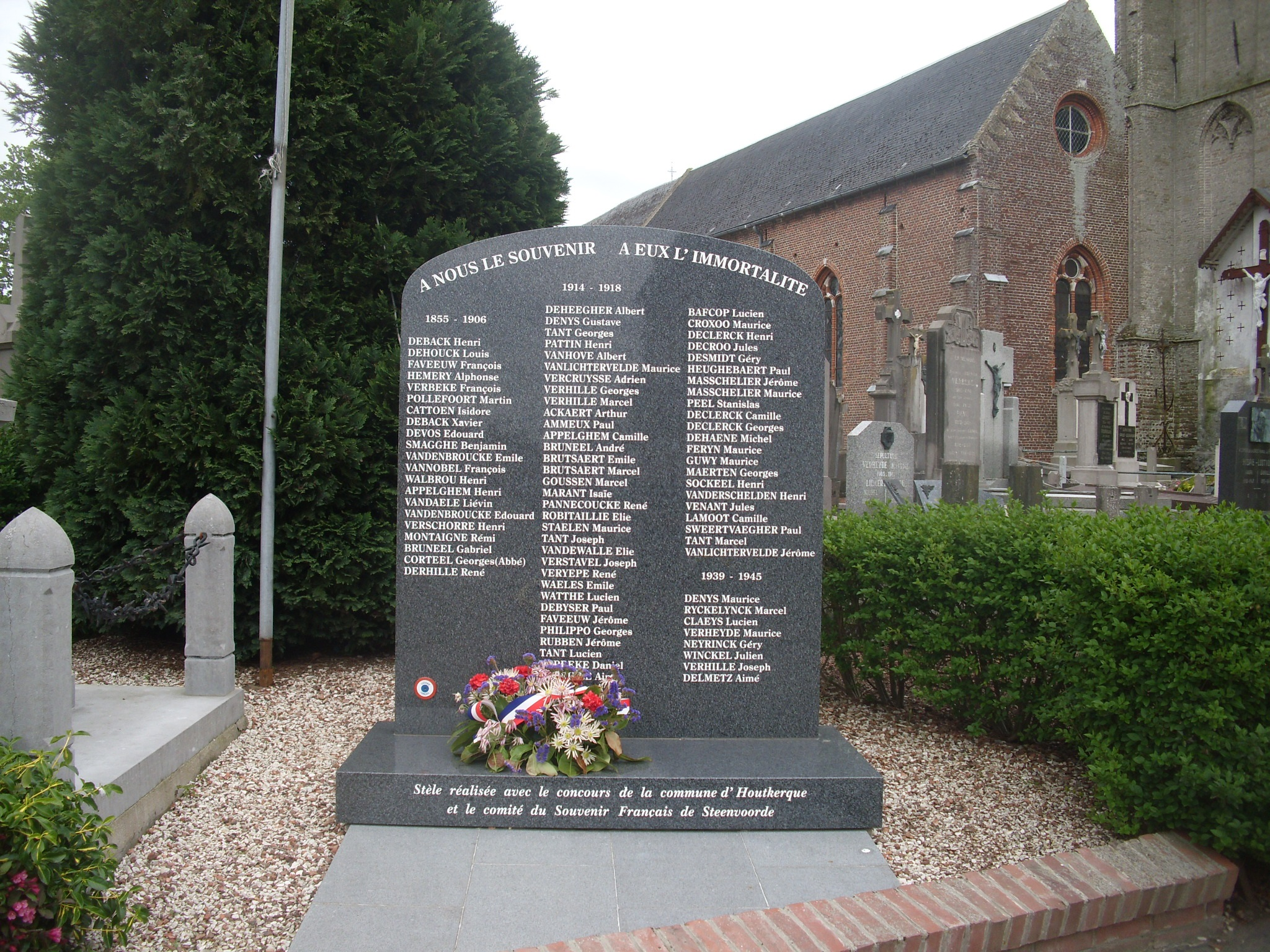
Gefallenendenkmal
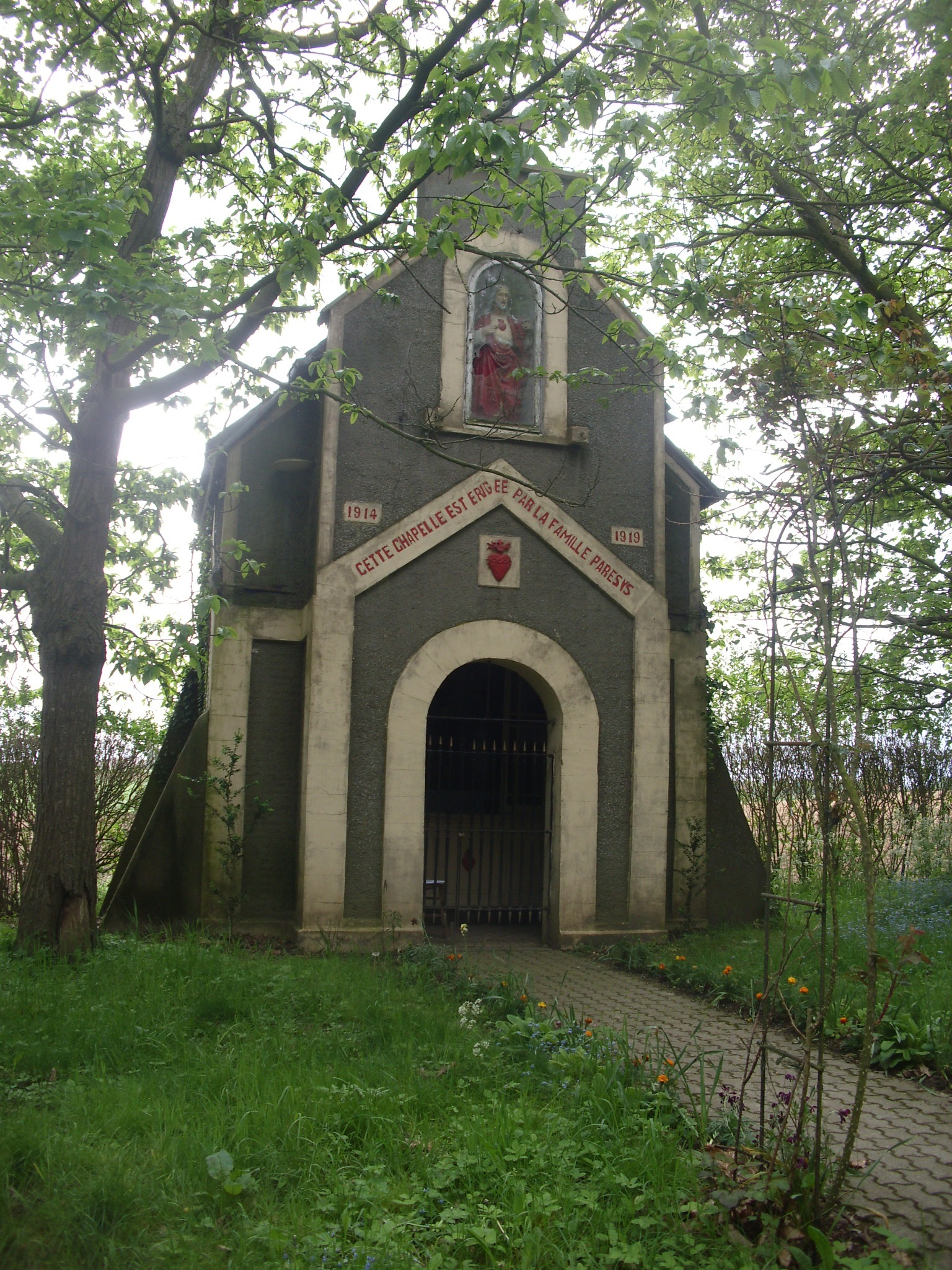
Kapelle Notre-Dame-de-Lourdes

## Wirtschaft und Infrastruktur
In der Gemeinde sind 39 Landwirtschaftsbetriebe ansässig (Getreide- und Gemüseanbau, Rinder- und Geflügelzucht, Schweinehaltung).
Die Departementsstraße D 947, die ehemalige Route nationale 347 von Lens nach Bray-Dunes, durchquert die Gemeinde von Süd nach Nord. Die nachgeordnete Departementsstraße D 17 führt im Westen nach Herzeele und im Osten an die belgische Grenze Richtung Watou, einem Ortsteil von Poperinge. Lokale Landstraßen verbinden das Zentrum mit Weilern der Gemeinde und mit Nachbargemeinden. Busse einer Linie der Transportgesellschaft Arc-en-Ciel des Départements Nord verbinden die Gemeinde mit Hazebrouck.

## Belege
1. ↑  Biodiversité dans les territoires - Houtkerque. Inventaire national du patrimoine naturel (INPN), abgerufen am 7. Mai 2024 (französisch).
2. ↑  Répartition des superficies en 15 postes d’occupation des sols (métropole). CORINE Land Cover, 2018, abgerufen am 7. Mai 2024 (französisch).
3. ↑  Maurits Gysseling: Toponymisch Woordenboek van België, Nederland, Luxemburg, Noord-Frankrijk en West-Duitsland (vóór 1226). Koninklijke Academie voor Nederlandse Taal en Letteren (KANTL), 1960, S. 517, abgerufen am 7. Mai 2024 (niederländisch).
4. ↑  Notice Communale Houtkerque. EHESS, abgerufen am 7. Mai 2024 (französisch).
5. ↑  Houtkerque auf cassini.ehess.fr
6. ↑  Houtkerque auf INSEE
7. ↑  Eintrag in der Base Mérimée des Kulturministeriums. Abgerufen am 6. Februar 2011 (französisch).
8. ↑  Eintrag in der Base Mérimée des Kulturministeriums. Abgerufen am 6. Februar 2011 (französisch).
9. ↑  Landwirtschaftsbetriebe auf annuaire-mairie.fr (französisch)
10. ↑  Plan du périmètre Flandres - Arc en Ciel. Arc-en-Ciel, abgerufen am 7. Mai 2024 (französisch).